# 长萼糙苏
长萼糙苏（学名：Phlomis longicalyx）为唇形科糙苏属下的一个种。其种加词“Longicalyx”意为“有长花萼的”。
现接受名为长萼糙苏（Phlomoides longicalyx (C.Y.Wu) Kamelin & Makhm., 1990）。

## 植株
多年生草本。

## 茎叶
茎多分枝，四棱形，具槽，光亮，被极疏星状短柔毛。
茎叶卵形，长13-15厘米，宽9-11厘米，先端尾状渐尖，基部常为微不等的浅心形，边缘具粗牙齿，上面橄榄绿色，被极疏短硬毛或中枝较长的星状短硬毛，下面较淡，疏被星状短柔毛。

## 花果
轮伞花序4-16花，多数，彼此分离，生于主茎及侧枝上，具长2-5毫米的总梗，序轴分枝明显;苞片针状，长2-6(10)毫米，较萼为短。
花萼管状，长约1.5厘米，宽约6毫米，外面沿脉上被疏硬毛，其余部分被尘状星状微柔毛，齿先端具长3-4毫米的长刺尖，齿间形成端具丛毛的2小齿。花冠?色，长约2.5厘米，冠筒长约1.7厘米，外面在背部上方疏被柔毛，余部无毛，内面近基部1/3具斜向间断小疏柔毛毛环，冠檐二唇形，上唇长约8毫米，外面极密被白色柔毛，边缘具小齿，内面被髯毛，下唇除边缘无毛外密被柔毛，长宽约8毫米，3圆裂，裂片卵形，中裂片较大，长约5毫米，宽约3毫米，侧裂片较小。雄蕊内藏，花丝被毛，后对花丝基部在毛环上具纤细距状反折的附属器。花柱先端极不等的2裂。
小坚果无毛。果期10月。

## 生长环境
生于竹丛下，海拔3650米。

## 分布范围
产云南西北部;模式标本采自云南维西。